# Scream Awards 2006
La prima cerimonia degli Scream Awards ha avuto luogo a Los Angeles il 10 ottobre 2006.

## The Ultimate Scream
- Batman Begins (Batman Begins)
- La casa del diavolo (The Devil's Rejects)
- Le colline hanno gli occhi (The Hills Have Eyes)
- Lost (Lost)
- Superman Returns (Superman Returns)

## Best Horror Movie
- La casa del diavolo (The Devil's Rejects)
- La terra dei morti viventi (Land of the Dead)
- Alta tensione (Haute Tension / High Tension)
- Le colline hanno gli occhi (The Hills Have Eyes)
- Hostel (Hostel)

## Best Fantasy Movie
- Pirati dei Caraibi - La maledizione del forziere fantasma (Pirates of the Caribbean: Dead Man's Chest)
- Batman Begins (Batman Begins)
- Harry Potter e il calice di fuoco (Harry Potter and the Goblet of Fire)
- King Kong (King Kong)
- Superman Returns (Superman Returns)
- La sposa cadavere (Tim Burton's Corpse Bride)

## Best Science Fiction Movie
- V per Vendetta (V for Vendetta)
- Aeon Flux (Aeon Flux)
- A Scanner Darkly - Un oscuro scrutare (A Scanner Darkly)
- Serenity (Serenity)
- La guerra dei mondi (War of the Worlds)

## Best TV Show
- Battlestar Galactica (Battlestar Galactica)
- Doctor Who (Doctor Who)
- Lost (Lost)
- Masters of Horror (Masters of Horror)
- Smallville (Smallville)

## Best Sequel
- Pirati dei Caraibi - La maledizione del forziere fantasma (Pirates of the Caribbean: Dead Man's Chest)
- Batman Begins (Batman Begins)
- Le colline hanno gli occhi (The Hills Have Eyes)
- Saw II - La soluzione dell'enigma (Saw II)
- Superman Returns (Superman Returns)

## Best Remake
- King Kong (King Kong)
- La fabbrica di cioccolato (Charlie and the Chocolate Factory)
- Le colline hanno gli occhi (The Hills Have Eyes)
- Omen - Il presagio (The Omen)
- La guerra dei mondi (War of the Worlds)

## Best Superhero
- Brandon Routh come Superman in Superman Returns
- Christian Bale come Batman, Batman Begins
- Chris Evans come la Torcia Umana in I Fantastici Quattro
- Hugh Jackman come Wolverine in X-Men - Conflitto finale
- Famke Janssen come Phoenix in X-Men - Conflitto finale

## Best Comic-to-Screen Adaptation
- X-Men - Conflitto finale (X-Men: The Last Stand)
- Batman Begins (Batman Begins)
- A History of Violence (A History of Violence)
- Superman Returns (Superman Returns)
- V per Vendetta (V for Vendetta)

## Most Memorable Mutilation
- Hostel (Hostell) - rimozione degli occhi
- La terra dei morti viventi (Land of the Dead) - mangiato vivo
- Saw II - La soluzione dell'enigma (Saw II) - accoltellato nella piscina di siringhe
- Le colline hanno gli occhi (The Hills Have Eyes) - suicidio con il fucile
- La guerra dei mondi (War of the Worlds) - polverizzati dagli alieni

## Most Heroic Performance
- Johnny Depp come Jack Sparrow in Pirati dei Caraibi - La maledizione del forziere fantasma
- Christian Bale come Batman in Batman Begins
- Viggo Mortensen come Tom Stall in A History of Violence
- Edward James Olmos come Comandante William Adamo in Battlestar Galactica
- Hugo Weaving come V in V per Vendetta

## Scream Queen
- Kate Beckinsale come Selene, Underworld: Evolution
- Asia Argento come Slack ne La terra dei morti viventi
- Evangeline Lilly come Kate Austen in Lost
- Natalie Portman come Evey Hammond in V per Vendetta
- Naomi Watts come Ann Darrow in King Kong

## Most Vile Villain
- Leslie Easterbrook, Sid Haig, Bill Moseley e Sheri Moon Zombie come la Famiglia Firefly in La casa dei 1000 corpi
- Tobin Bell come Jigsaw in Saw II - La soluzione dell'enigma
- Sir Ian McKellen come Magneto in X-Men - Conflitto finale
- Cillian Murphy come Spaventapasseri in Batman Begins
- Philippe Nahon come l'assassino in Alta tensione

## Breakout Performance
- Jennifer Carpenter come Emily Rose in The Exorcism of Emily Rose
- Adewale Akinnuoye-Agbaje come Mr. Eko in Lost
- Tricia Helfer come Numero Sei in Battlestar Galactica
- Brandon Routh come Superman, Superman Returns
- Katee Sackhoff come Starbuck in Battlestar Galactica

## The "Holy Sh!t"/"Jump-From-Your-Seat" Award
- Hostel (Hostel) - La rimozione degli occhi
- La guerra dei mondi (War of the Worlds) - Baccelli alieni che emergono dalla terra
- A History of Violence (A History of Violence) - sparatoria
- Superman Returns (Superman Returns) - salvataggio dello SpaceShuttle/Boeing 777
- Batman Begins (Batman Begins) - sequenza del treno

## Best Rack on the Rack
- Vampirella
- Emma Frost
- Lady Death
- Power Girl
- Wonder Woman

## Vari
- Il Comic-Con Icon Award è stato assegnato a Frank Miller.
- Il Mastermind Award è stato assegnato Robert Rodriguez e Quentin Tarantino.
- Il Scream Rock Immortal Award è stato assegnato a Ozzy Osbourne.